# Hilpersdorf
Hilpersdorf je naselje v Občini Malta v Okraju Špital ob Dravi  na Koroškem v Avstriji.